# Kanny
Kanny (łac. Cannae, obecnie Canne della Battaglia) – starożytne miasto rzymskie w Apulii, gdzie w 216 roku p.n.e. wojska rzymskie zostały pokonane przez wojska kartagińskie pod wodzą Hannibala (bitwa pod Kannami). Po upadku Cesarstwa rzymskiego istniało pod nazwą Monte di Canne. Obok bitwy z 216 roku p.n.e. pod Kannami doszło także do innej bitwy – w 1018 roku starły się tam wojska bizantyjskie i longobardzko-normandzkie - bitwa pod Kannami (1018).